# پارکشتاین
پارکشتاین (به آلمانی: Parkstein) یک شهر در آلمان است که در نویشتادت ان در والدناب واقع شده‌است. پارکشتاین ۲٬۳۱۹ نفر جمعیت دارد.